# Пономарёв, Сергей Алексеевич (генерал)
Серге́й Алексе́евич Пономарёв (род. 12 мая 1954, Вологда) — генеральный директор МИТ с 2018 года по н/в (с перерывами в декабре 2020 г. — январе 2021 г.). Действительный государственный советник Российской Федерации 3 класса.

## Биография
Сергей Алексеевич Пономарёв родился 12 мая 1954 года в городе Вологда.
- 1976 год — окончил Серпуховский военный институт ракетных войск;
  - специальность: «Эксплуатация приборов и систем управления летательных аппаратов».
- 1987 год — окончил Военную академию ракетных войск стратегического назначения имени Петра Великого;
  - специальность: «Офицер по управлению боевыми действиями».

С 1976 года по 2006 год проходил службу на различных должностях в Ракетных войсках стратегического назначения.
Вышел в отставку в звании Генерал-лейтенанта.
Кандидат технических наук.
Автор ряда научных статей.
С августа 2006 года работал в Федеральном космическом агентстве; начальник Сводного управления организации космической деятельности. С февраля 2008 года — заместитель руководителя Федерального космического агентства.
Указом Президента РФ от 25 января 2009 года Пономареву присвоен классный чин государственной гражданской службы действительного государственного советника РФ 3 класса.
С 2015 года — заместитель генерального директора по боевой ракетной технике государственной корпорации «Роскосмос». C марта 2107 года советник генерального директора «Роскосмос». С декабря 2017 года — президент Общероссийского отраслевого объединения работодателей «Союз работодателей ракетно-космической промышленности России».

## Личная жизнь
Женат; две дочери.

## Награды
- Орден Красной Звезды
- Орден «За военные заслуги»
- Орден «За заслуги перед Отечеством» IV степени
- Лауреат премии Правительства РФ

## Санкции
23 февраля 2024 года как генеральный директор МИТ, Пономарёв внесён в санкционный список стран Евросоюза

Являясь генеральным директором АО "Корпорация "МИТ", Сергей Пономарёв поддерживает действия, подрывающие и угрожающие территориальной целостности, суверенитету и независимости Украины.— «Официальный журнал Европейского союза», Брюссель, 23 февраля 2024 года